# Iglesia de Todos los Santos (Wing)
La iglesia de Todos los Santos (en inglés: All Saints' Church) es una iglesia parroquial de la Iglesia de  Inglaterra, situada en Wing –condado de Buckinghamshire– en Inglaterra. Clasificada como Monumento de Grado I.
Su mampostería se construyó en gran medida en los siglos VIII al XI durante el período anglosajón, lo que la convierte en una de las iglesias más antiguas de Inglaterra.
Wing se encuentra a 5 km al suroeste de Leighton Buzzard y 12 km al noreste de Aylesbury. La iglesia de All Saints'  se encuentra en las afueras al oeste del centro de la ciudad.
La iglesia alberga una serie de vidrieras del siglo XIX y un órgano Walker que data de 1864, colocado en 2002 en una nueva galería en la base de la torre. En su interior destaca su techo de madera o la tumba de Sir William Dorner y Dorathe Dormer.
El interior de la iglesia fue utilizado para grabar un videoclip de Libera para el programa Songs of Praise.